# 堀内康男
堀内 康男（ほりうち やすお、1954年（昭和29年）3月13日 - ）は、日本の政治家、実業家。元富山県黒部市長（新市制：3期、旧市制：1期）。現在は女子バレーボールチームのKUROBEアクアフェアリーズ会長。

## 概要
法政大学卒業。卒業後は帰郷し、堀内商会、ホテルアクア黒部各代表取締役、黒部商工会議所副理事長、黒部市観光協会理事、同市PTA連合会会長など務める。2004年に黒部市長の荻野幸和が近隣の町との合併が破談となった責任を取り、市長を辞職。その後継の市長選挙に立候補した。市長選挙には元市議の2人も立候補し、38年ぶりの選挙戦となった。3人による選挙戦を制し、当選。旧黒部市長を1期務めた。2006年に黒部市と下新川郡宇奈月町が合併して、新黒部市が発足。これによる市長選挙に立候補し、当選。市長を2018年までの3期務めた。

## 来歴・人物
- 1954年 - 富山県に生まれる。
- 1969年 - 黒部市立桜井中学校卒業。
- 1972年 - 富山県立入善高等学校普通科卒業。
- 1977年 - 法政大学経営学部経営学科卒業。
- 2004年 - 8月、旧黒部市長に初当選[7]。
- 2006年 - 3月30日、旧黒部市長を退任。
- 2006年 - 4月16日告示、4月23日投票の新黒部市長選挙に無投票で初当選[8]。
- 2018年 - 黒部市長を3期にて退任。
- 2021年 - 女子バレーボールチーム・KUROBEアクアフェアリーズ会長に就任[3]。
- 2024年 - 春の叙勲で旭日小綬章受章[9][10]。